# Rickman von der Lancken
Carl Ernst Rickman von der Lancken, född den 13 januari 1878 i Kristianstad, död den 7 juli 1954, var en svensk militär.

## Biografi
Rickman von der Lancken avlade officersexamen den 9 december 1898 och blev samma år underlöjtnant i Norrlands dragonregemente (K 8). Han blev 1903 2. löjtnant i regementet och 1907 1. löjtnant. 1909 överfördes han till generalstaben som 1. löjtnant. 1915 blev von der Lancken ryttmästare i Livregementets dragoner (K 2) för att 1919 bli major vid Skånska dragonregementet (K 6). Han befordrades 1921 till överstelöjtnant och blev senare samma år överflyttad till Livgardet till häst (K 1). 1922 befordrades han sedan till överste samt regementschef för Norrlands dragonregemente (K 8) för att 1930 flyttas till Livregementet till häst där han var sekundchef till 1935 då han blev brigadchef vid Östra arméfördelningen. Detta år befordrades han även till generalmajor.[källa behövs] Han var 1937–1942 befälhavare för Östra militärområdet i IV. arméfördelningen.
Rickman von der Lancken erhöll avsked 1943 och hade då även tjänstgjort som generalstabsaspirant 1906–1908, generalstabsofficer vid VI. arméfördelningen 1909–1912, vid Generalstaben (GS) 1913–1917 samt 1918 och som inspektör för militärläroverken 1935–1937. Han var även tidvis ordförande i föreningar såsom Svenska pistolskytteförbundet, Föreningen för Norrlands fasta försvar, Försvarsfrämjandet, Militärsällskapet i Stockholm och Sveriges ointroducerade adelsförening med flera.
Han var även ledamot av såväl Kungliga Krigsvetenskapsakademin som Krigshovrätten, direktörsupleant i Arméns änke- och pupillkassa 1935 och direktör i Arméns familjepensionskassa samma år samt ledamot av stadsfullmäktige i Umeå 1926–1930. Han deltog i utformandet av Försvarsbeslutet 1914 och i en studiekommission till Tyskland 1916.

## Utmärkelser
Ett urval av von der Lanckens utmärkelser:
- Kommendör av 1:a klassen av Kungliga Svärdsorden
- Riddare av 1:a klassen av Kungliga Vasaorden
- Svenska Pistolskytteförbundets Förtjänstmedalj i Guld

## Familj
Rickman von der Lancken var son till underståthållaren Carl Ehrenfried von der Lancken och Vendela Johanna Skytte af Sätra. Han gifte sig första gången 1904 med Gudrun Stolpe med vilken han fick fyra barn. Han gifte sedan om sig 1942 med Hedvig Ingeborg Mathilda Ekeberg.
Rickman von der Lancken är begravd på Norra begravningsplatsen utanför Stockholm.